# متليكا
متليكا (بالإنجليزية: Metlika)‏ هي مستوطنة تقع في سلوفينيا في . يقدر عدد سكانها بـ 8,123 نسمة ومساحتها 108.9 كم2 .

## توأمة
لمتليكا اتفاقيات توأمة مع:
- رونشي دي ليجونياري

## أعلام
- يانيز برايكوفيتش